# Operation Breakthrough
Operation Breakthrough war eine internationale Rettungsaktion zur Befreiung einer im Packeis eingeschlossenen Grauwalfamilie im Jahr 1988.
Die drei Wale wurden im Oktober in der Beaufortsee nördlich von Point Barrow, US-Bundesstaat Alaska, dem nördlichsten Ort der Vereinigten Staaten vom frühen Winter überrascht und konnten aus eigener Kraft nicht mehr das offene Meer erreichen. Das führte zu einem weltweiten Medienecho und sorgte dafür, dass mehrere Staaten sowie internationale Hilfsorganisationen sich an den Rettungsbemühungen beteiligten. Der jüngste Wal verstarb während der Rettungsaktion. Die vermutlichen Elterntiere wurden zwar gerettet, aber es ist nicht erwiesen, ob sie letztendlich die Strapazen überlebt haben.

## Rettungsbemühungen
Am 7. Oktober 1988 entdeckte der Iñupiat Roy Ahmaogak, ein Jäger und Walfänger, drei Grauwale im Packeis der Beaufortsee nördlich von Point Barrow.
Der Jäger versuchte, mit einer Kettensäge eine eisfreie Schneise zu sägen, um den Tieren einen Weg zum offenen Meer zu schaffen.
Weitere Dorfbewohner halfen dem Jäger mit Pumpen und anderen Geräten dabei, die noch offenen Flächen besonders auch in den Nächten eisfrei zu halten.
Die Hilfe der Anwohner sprach sich in den Iñupiat-Gemeinden schnell herum, und so erfuhren Biologen aus North Slope Borough davon und machten sich dorthin auf den Weg. Vor Ort erkannten sie die gefährliche Situation für die Walfamilie und organisierten einen Sikorsky S-64 Skycrane-Schwerlasthelikopter, der mittels eines 5-Tonnen-Hammers Löcher ins Eis schlagen sollte.
Eine Woche später trafen die ersten Berichte über die eingeschlossenen Wale in Anchorage ein. Rettungskräfte versuchten einen von Prudhoe Bay ungefähr 270 Meilen entfernten Lastkahn aus Utqiaġvik dorthin zu schleppen, um ihn wie einen Eisbrecher zu verwenden und eine Schneise ins Packeis zu brechen. Die Aktion scheiterte daran, dass der Lastkahn selbst stecken blieb. Mittlerweile berichteten immer mehr Medien von der Notlage der drei Grauwale und weitere Journalisten trafen im North Slope Borough ein und berichteten vor Ort. Das Nationale Ozean- und Atmosphärenverwaltung (NOAA) entsandte ein Team von Meeresbiologen und Walspezialisten und das Außenministerium der USA stellte an die Regierung der Sowjetunion eine Hilfsanfrage zum möglichen Einsatz zweier Eisbrecher.
Die sowjetischen Eisbrecher Vladimir Arseniev und Admiral Makarov eilten zu Hilfe.
Wenn die Wale nach einem geeigneten Fluchtweg suchten, brachten sie die umherschwärmenden Medienleute dazu, zurückzuschwimmen. Durch das während der Rettungsversuche zerstörte, scharfkantige Eis schnitten sich die Tiere und färbten mit ihrem Blut das Meerwasser.
In der Zeit, als sich die drei Wale um die Atemlöcher scharten, gaben ihnen die Mitglieder der Iñupiat-Gemeinde Namen: Putu (Bonnet), Siku (Crossbeak), und Kanik (Bone). Der jüngste Wal Kanik (Bone), etwa neun Monate alt, starb am 21. Oktober.
Am 28. Oktober begann die Admiral Makarow eine 400 Yard breite und 30 Fuß tiefe Rinne durch das arktische Eis zu brechen. Die Vladimir Arseniev reinigte die Rinne von dem Eisschutt und schuf so einen Fluchtweg, der theoretisch ausreichen sollte.
Nachdem der Weg frei gebrochen und gesäubert war, konnten die Beobachter keinen der beiden älteren Wale mehr ausmachen und nahmen an, die Rettungsoperation sei erfolgreich verlaufen. Jedoch waren die Tiere schon in einem bedenklich schlechten Gesundheitszustand, und da an keinem von ihnen Sender oder Markierungen angebracht wurden, konnte nie schlüssig festgestellt werden, ob die Tiere die strapaziösen Rettungsbemühungen überlebt haben.
Die Kosten für die Rettungsaktion beliefen sich auf 1 Million US-Dollar und wurden von Wissenschaftlern kritisiert.

## Retrospektive
Ein Walkundler verwies auf den Effekt der gemeinsamen Anstrengungen zur Rettung der Tiere als Katalysator für ein Umdenken der Menschen im Verhalten gegenüber den Tieren.
Obwohl die Operation mit riesigem Aufwand letztlich nur einen natürlichen Vorgang umkehrte, veränderte das gemeinsame Handeln die Einstellung der Menschen zu Walen.